# 马德里自治大学
马德里自治大学（西班牙語：Universidad Autónoma de Madrid） ，为西班牙首都马德里的一所公立大学。

## 历史
创建于1968年。主校区位于马德里北郊的Cantoblanco。该校为西班牙最为著名的大学之一，特别是其法学院较为著名，在西班牙国家报上的全国法学院排名为西班牙第一名，在全世界的法学院排名中也同样位列前茅。西班牙新任国王菲利普六世曾在马自治的法学院完成本科及硕士的法学学位。